# Clean Up Your Own Backyard
"Clean Up Your Own Backyard" (Lit. "Limpia tu propio fondo" o "Limpia tu propio patio trasero") es una canción de 1969 grabada por Elvis Presley y lanzada al mercado por la compañía RCA como disco sencillo. La canción apareció en la película The Trouble with Girls (and How to Get into It) de Metro-Goldwyn-Mayer. 

## Grabación
Elvis grabó "Clean Up Your Own Backyard" el 23 de octubre de 1968 en los estudios de United Artist Recorders de Hollywood, California. Como era característico en su esquema de trabajo, realizó varias tomas hasta lograr el sonido que estaba buscando. Finalmente escogió la toma # 6 para la masterización, la cual además pasó a ser con el tiempo, la única toma de la sesión de grabación de esa canción que se conservó. 

## Miscelánea
Escrita por Mac Davis y Billy Strange y publicada por Gladys Music, Inc., fue lanzada como sencillo de 7" en 1969 con "The Fair Is Moving On" en el lado B, pero no apareció en ningún álbum de estudio.  El sencillo también fue lanzado en el Reino Unido, Canadá, Alemania, Australia, Nueva Zelanda e India. Alcanzó el puesto # 35 en el Billboard Hot 100 y el puesto # 21 en la lista de sencillos del Reino Unido. 
El tema a su vez alcanzó el puesto # 18 en la lista Record World y el puesto # 29 en la lista australiana Go-Set. La RIAA en coordinación con RCA certificó el sencillo como disco de oro en marzo de 1992 durante la ceremonia de entrega de 110 discos de oro y platino por parte de la compañía a Elvis de manera póstuma, considerada la mayor entrega de premios de la RIAA en la historia de la música. 
La canción conformó uno de los temas de la banda sonora de la película de MGM The Trouble with Girls  y más tarde se incluyó en el álbum conceptual de RCA Camden Almost In Love. La versión cinematográfica de la canción no incluye los coros femeninos del sencillo. 

## Listas
| Listas (1969)                   | Posición alcanzada |
| ------------------------------- | ------------------ |
| Australia (Go-Set)              | 29                 |
| Bélgica Ultratop                | 1                  |
| Canada RPM Top Single           | 23                 |
| Nueva Zealandia (Listener)      | 15                 |
| UK Singles Chart                | 21                 |
| US Billboard Hot 100            | 35                 |
| US Billboard Adult Contemporary | 37                 |
| US. Cash Box Top 100            | 25                 |
| US Record World                 | 18                 |